# Huntia murrindal
Huntia murrindal is een spinnensoort in de taxonomische indeling van de Zoropsidae.
Het dier behoort tot het geslacht Huntia. De wetenschappelijke naam van de soort werd voor het eerst geldig gepubliceerd in 2001 door Gray & Thompson.